# Paramesotriton aurantius
Paramesotriton aurantius é uma espécie de anfíbio caudado da família Salamandridae. Está presente na China. A UICN classificou-a como deficiente de dados.